# Oppidum de la Vache d'Or
 (juillet 2024).
L'oppidum de la Vache d'Or est un site protohistorique celto-ligure, situé sur la commune de Viens, dans le département de Vaucluse, en région Provence-Alpes-Côte d'Azur, France.

## Situation

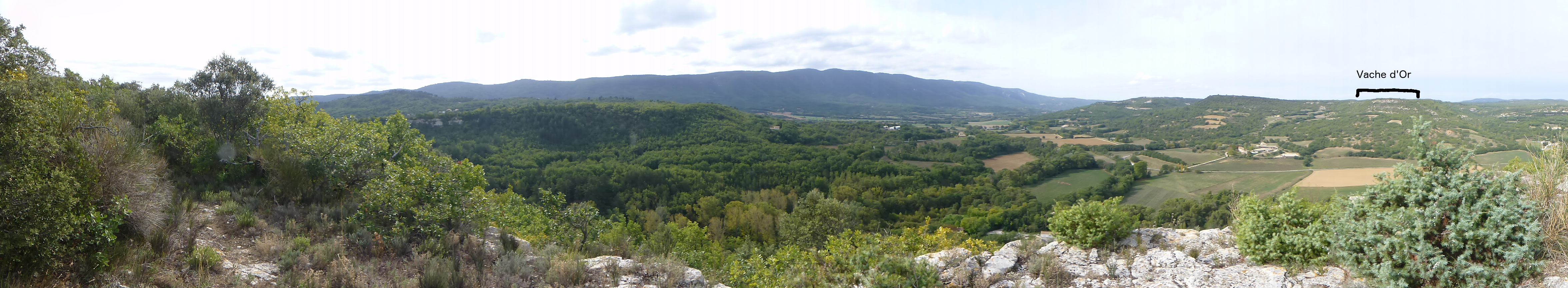
Vue panoramique depuis l'Oppidum du Grand Clapier, le site de l'oppidum de la Vache d'Or est visible à droite.

À la limite avec le département des Alpes-de-Haute-Provence, le site se déploie à l'extrémité du plateau collinaire de Coupon, à cet endroit d'environ 150m de largeur, par 500m de longueur, au sud de la commune de Viens. L'oppidum bâti (sans ses dépendances agricoles) n'occupe qu'environ 200m à la pointe sud du plateau.
Perché sur un des derniers contreforts collinaires des monts de Vaucluse, il domine la vallée du Calavon, à l'interface d'écosystèmes contrastés (plateau collinaire, pente douce, pente sèche, vallée humide, source, etc.). Une position classique et recherchée durant la Protohistoire méditerranéenne.
Dans la revue Rhodania (1922), l'érudit Raoul Mistral se lance dans une description assez complète du site, description permise par l'arasement plus prononcé de la végétation qu'à présent, dû notamment au pastoralisme : 

« la Vache d'Or, dite «Vaco d'Or» [...] a été explorée par nous il y a une vingtaine d'années. Située, comme un nid d'aigle, en face la gare de Viens, ce fut un des sites les plus habités, à cause de sa situation unique. [...] D'immenses murs, d'une épaisseur de plusieurs mètres, forment, au midi de ce plateau, une enceinte qui protège efficacement du vent l'extrême pointe du plateau où se trouvait l'agglomération. »

## Étymologie
En évoquant le terme provençal de Vaco d'Or, on pourrait par tradition le rapprocher de la légende de la Cabro d'Or (la Chèvre d'or).
Mais, plus prosaïquement, le nom du site appartient à une longue série d'omonymes, tels que : Mont d'Or, Monts Dore, etc. Le mot vache pourrait avoir été une translation du provençal gach ou gacho (signifiant «guet»), qui n'est pas sans correspondances avec le resserrement naturel du plateau, juste au nord du site – et qui aurait pu simplifier sa protection.

## Préhistoire
Malgré sa position privilégiée – pour la surveillance des environs, l'accès à deux sources d'eau, et des pentes colinaires aptes à la culture – un seul document archéologique (Raoul Mistral, 1922) suggère une occupation préhistorique (Mésolithique ou Néolithique) :

« Le versant midi de la colline, descendant vers la gare, est parsemé d’une multitude d’objets brisés (poteries, ossements, débris de verres, de tuiles, silex, etc., etc.), que les eaux ont transportés du faîte un peu partout sur ce versant. Là, le préhistorique est mêlé au gallo-romain et au moyenâgeux. Les débris d’amphores, de poteries de toute espèce, de silex travaillés, de fragments de haches polies, quelques ossements d’animaux l’indiquent surabondamment. »

## Historique

### Protohistoire
À partir du Ve ou VIe siècle avant notre ère, le site celto-ligure de la Vache d'Or est administré par la tribu des albiques (Albici), qui sont plus tard identifiés comme une force politico-militaire (économiquement alliée à Massalia) au moins à partir du IIIe siècle av. J.-C., ; c'est-à-dire durant le second âge du fer européen, appelé période Latènienne. 
D'éventuelles traces archéologiques précédant cette époque n'y sont pas notifiées, d'après l'unique étude archéologique réalisée (Boissinot, 2008). Aucune trace n'atteste une occupation durant ou avant le premier âge du fer.
Les fouilles archéologiques de 2008 montrent une base en pierre sèche, datant de la deuxième moitié du Ier millénaire avant notre ère. Les deux fouilles indiquent également que le rempart massif (typique des oppida celto-ligures de la région) a subi un incendie général à la fin de la protohistoire (accident ? conquête romaine ? conflit tribal ?).
Néanmoins, les techniques architecturales («au cordeau») du rempart principal du site sont rapprochées de techniques de construction introduites par des artisans «massaliotes» (phocéens) et suivies dans cette région à partir du IIe siècle avant notre ère.
Des fibules en bronze ainsi que des restes de poterie protohistoriques – certaines richement décorées et colorées – ont été retrouvés sur place. Des jattes, urnes et gobelets ont été identifiés comme faisant partie de la tradition artisanale méridionale, certains se rapprochant de modèles «à pâte grise» catalans.

### Antiquité
La présence de nombreux fragments de tegulæ confirme que les lieux ont bien été habités pendant l'antiquité romaine et tardive (Boissinot, 2008).
En revanche, la présence de galets dans un des espaces fouillés interroge, étant un élément antique allochtone à l'ensemble.

### Moyen âge
Les sources indiquant un habitat au moyen âge sont quasi inexistantes. On suppose néanmoins un habitat au moins au haut moyen âge, lors de vagues d'invasions.

### Période contemporaine
Malheureusement, depuis les premières explorations de R. Mistral (vers 1900), le site a fait l'objet de travaux privatifs de terrassement, masquant partiellement certaines recherches clandestines. Le site a tellement été excavé à plusieurs endroits, puis colmaté par divers détritus, qu'il reste peu d'espoir de pouvoir facilement reconstituer le plan interne de cet oppidum. De plus, depuis le début du XXIe siècle, des aménagements sauvages et détritus y sont régulièrement laissés (chasseurs, etc.).
Néanmoins, en 1992, un bloc calcaire coquillier portant une inscription funéraire latine, fut découvert dans la pente à proximité immédiate du site et potentiellement près d'une ancienne voie d'accès de période «Première république».
À la suite d'investigations sur le tracé de la Voie Domitienne, des fouilles furent conduites à la Vaco d'Or en 2002-2003, afin de préciser le contexte de cohabitation entre le hameau d'origine celto-ligure et la voie romaine. En effet, au vu de sa situation de surveillance et de proximité avec cette voie trans-alpine d'importance, l'archéologie cherche à clarifier le rôle que peut avoir joué ce site dans l'économie et la politique locales durant l'antiquité romaine.

## Galerie

### Oppidum

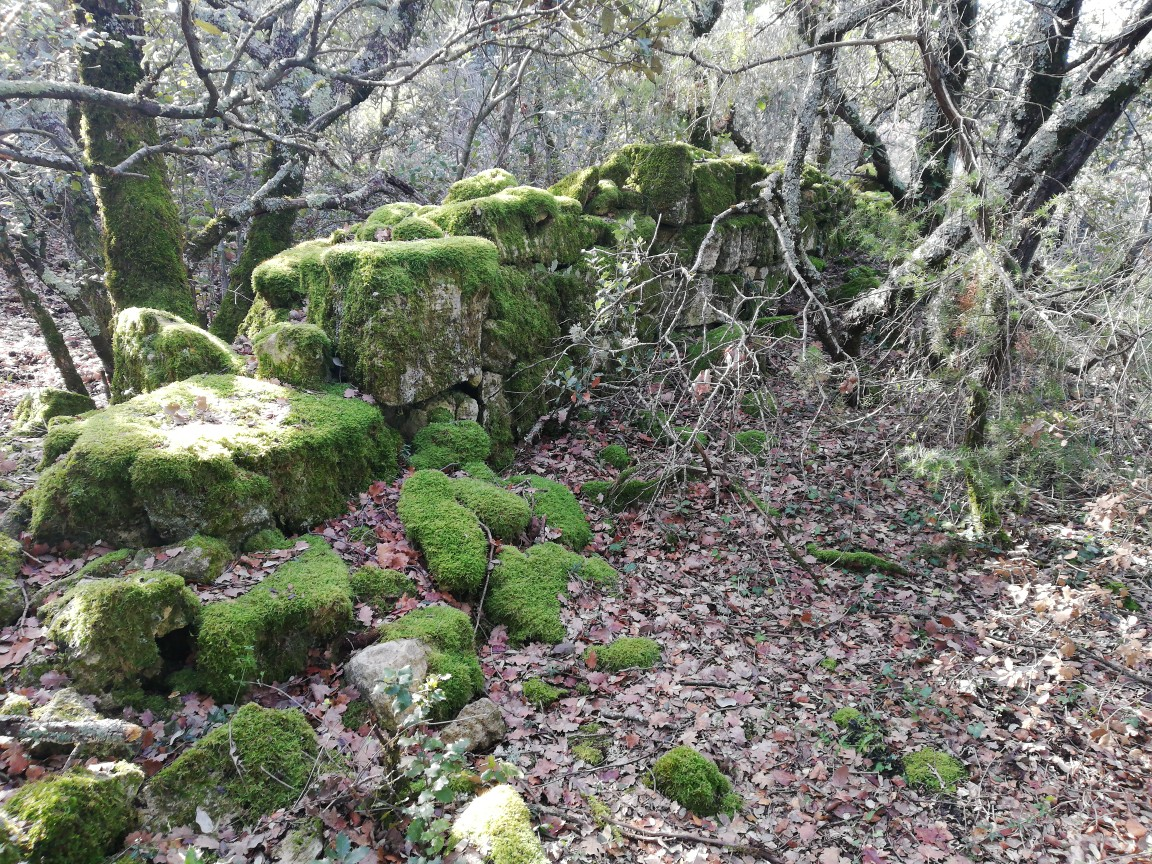
Un mur extérieur de l'oppidum, à environ 100m au Nord du rempart.
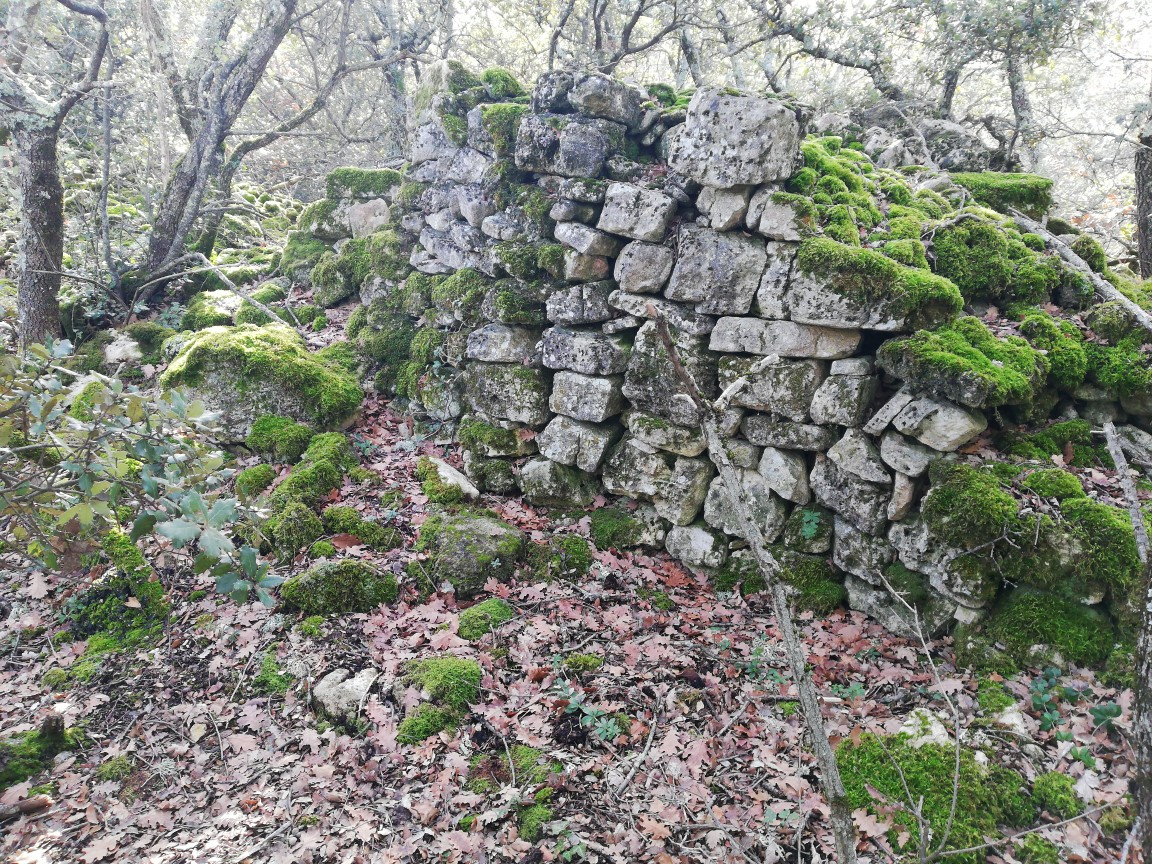
Autre mur extérieur.
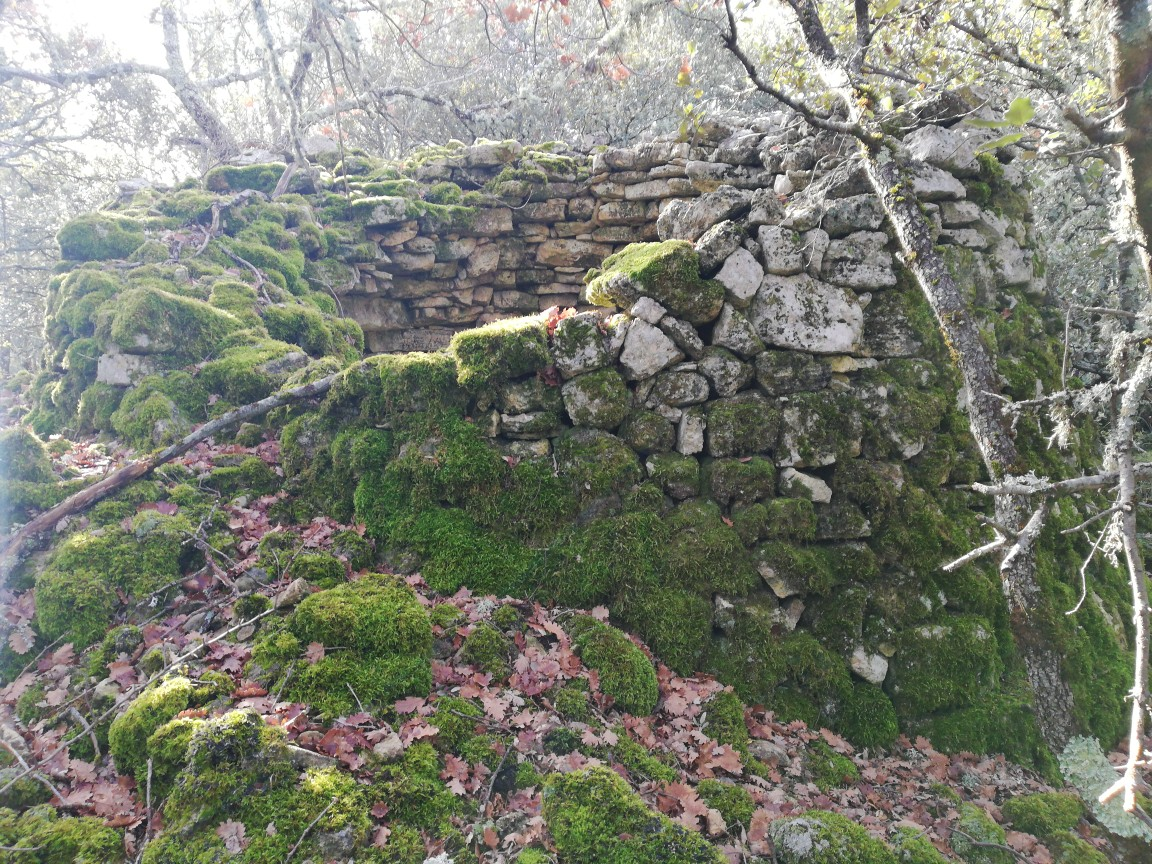
Ancienne borie, certainement anachronique (fin moyen-âge ou époque moderne).
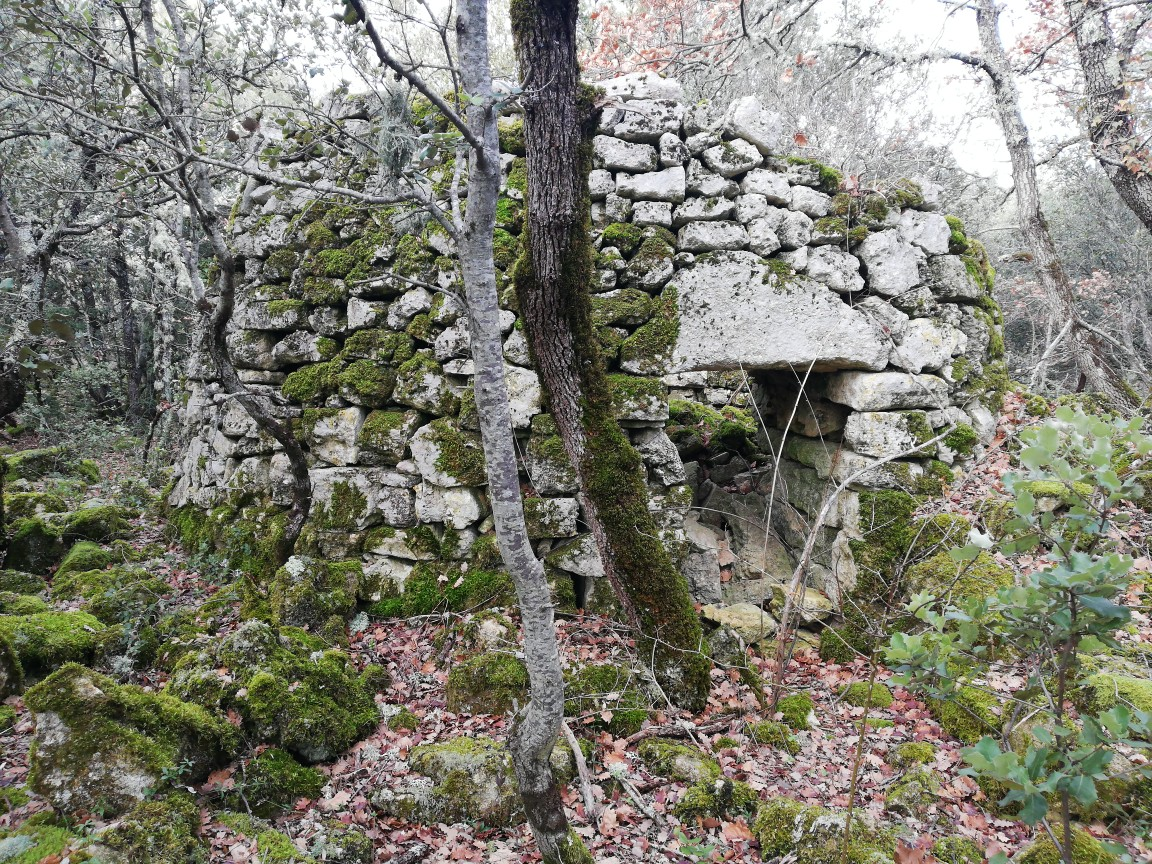
Entrée de la borie.
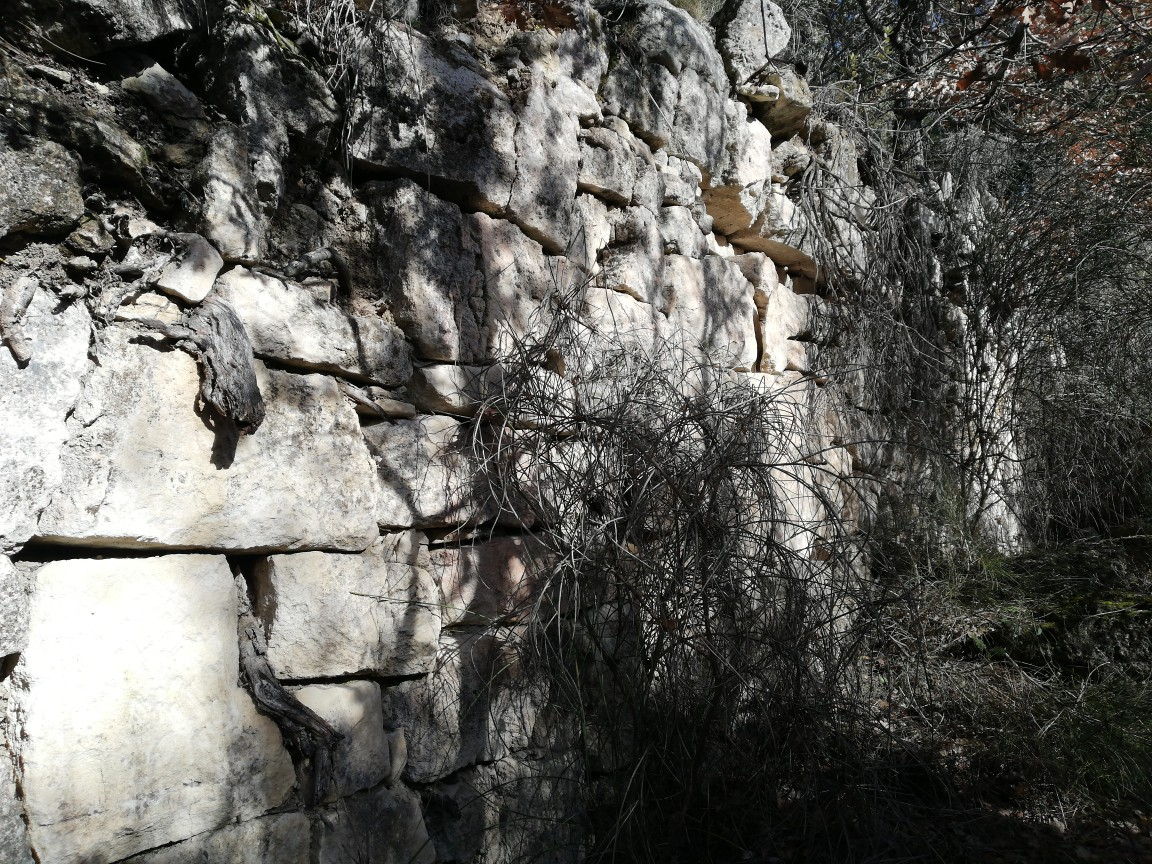
Rempart principal (vue Ouest).
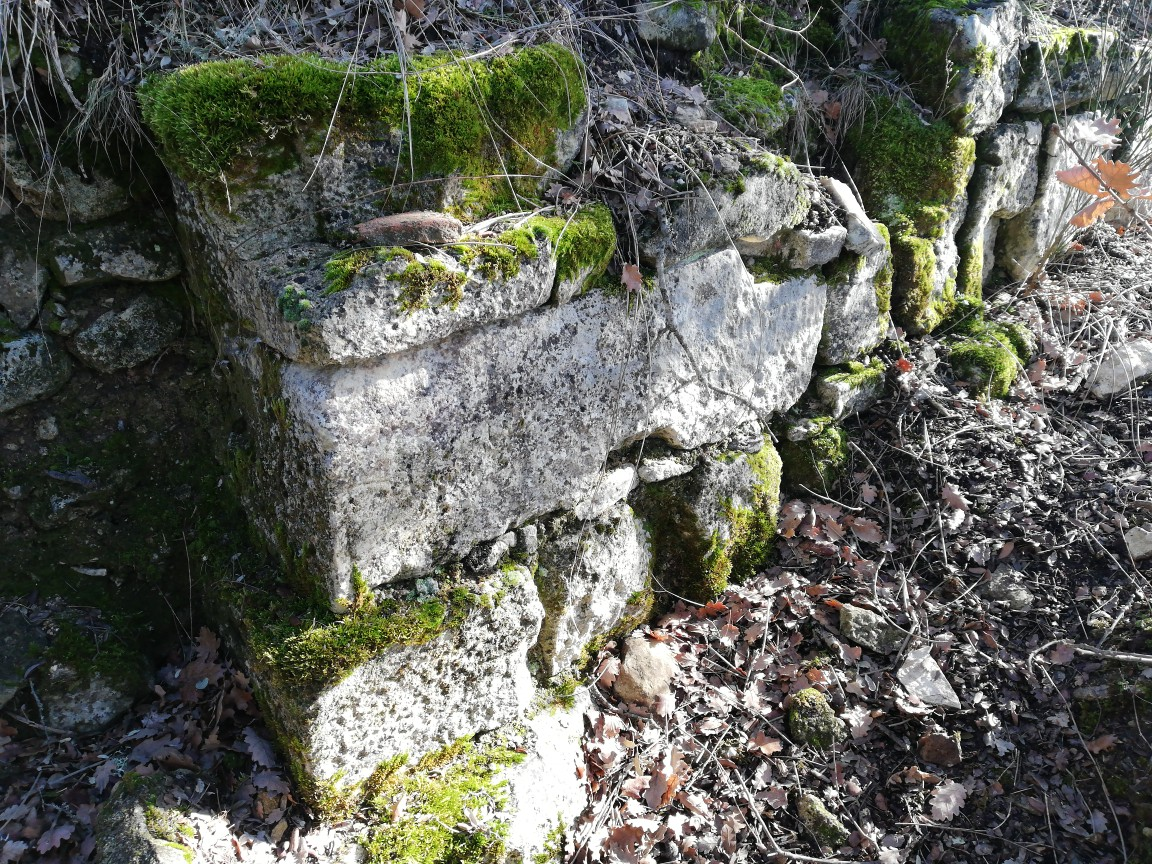
Coin de mur, dans ce qui aurait été une entrée principale.
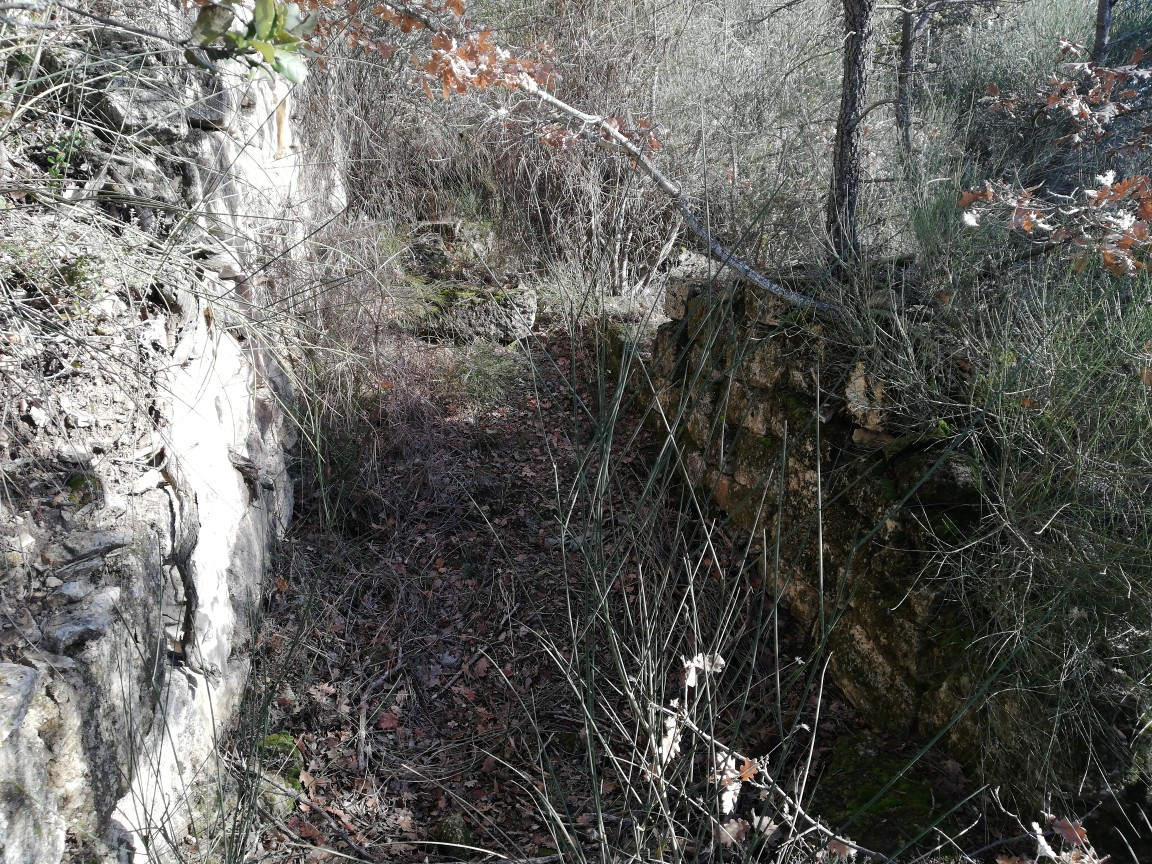
Courtine. L'entrée protohistorique, selon Boissinot (2008).
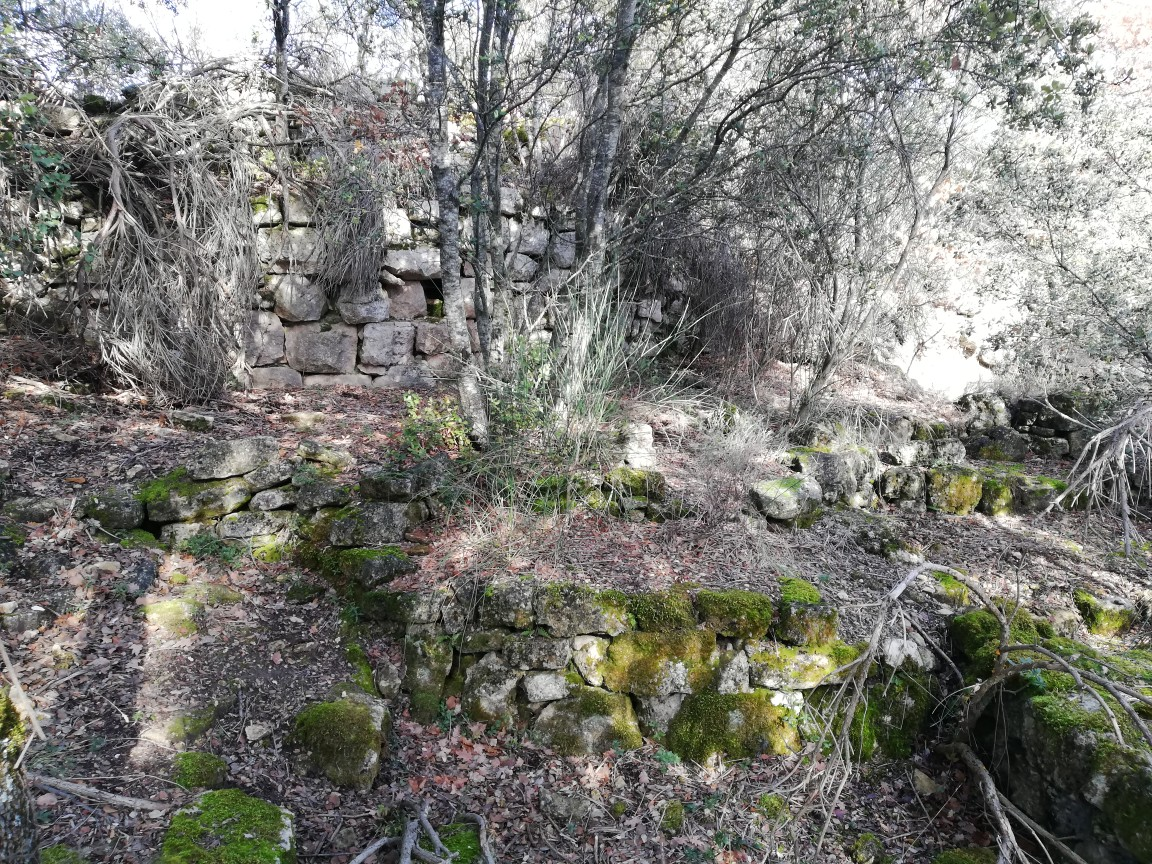
«Habitation A», près du rempart.
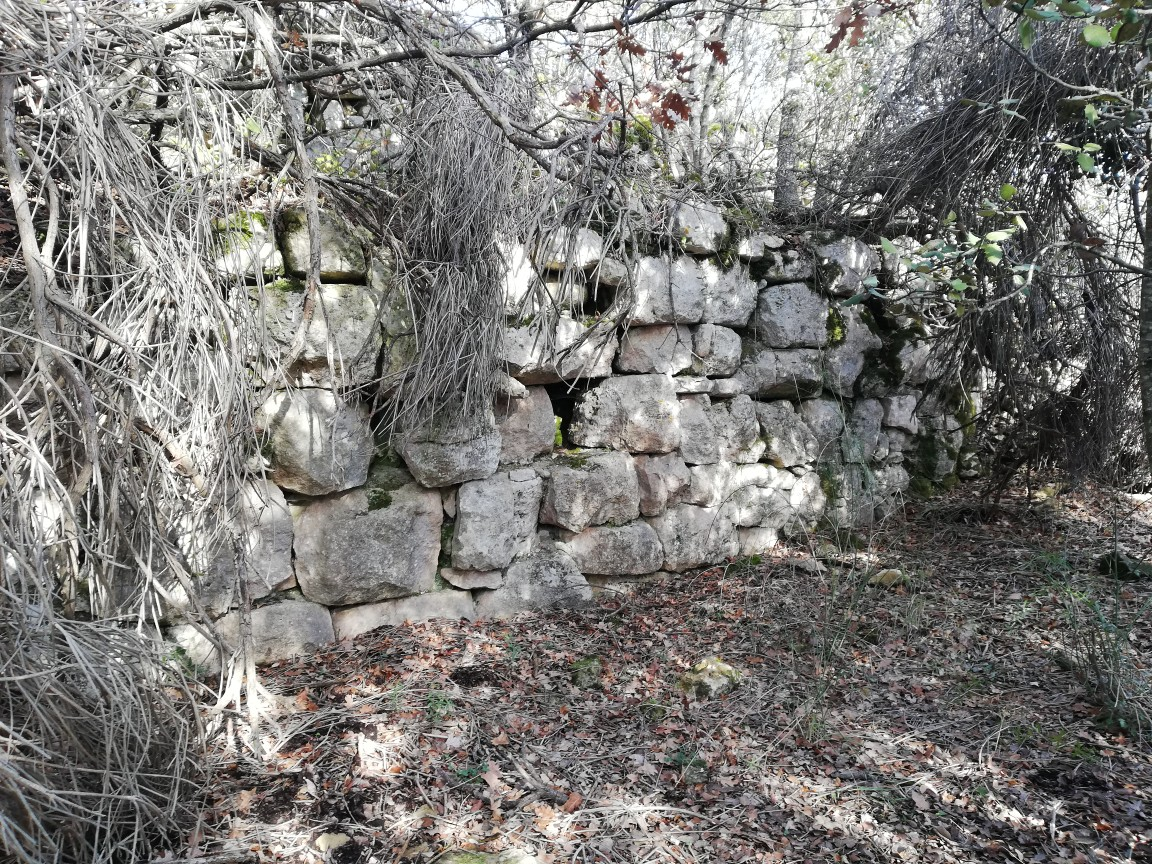
Maçonnerie en pierres sèches. Notez la taille grossière, permettant une maniabilité de chaque bloc par une seule personne.
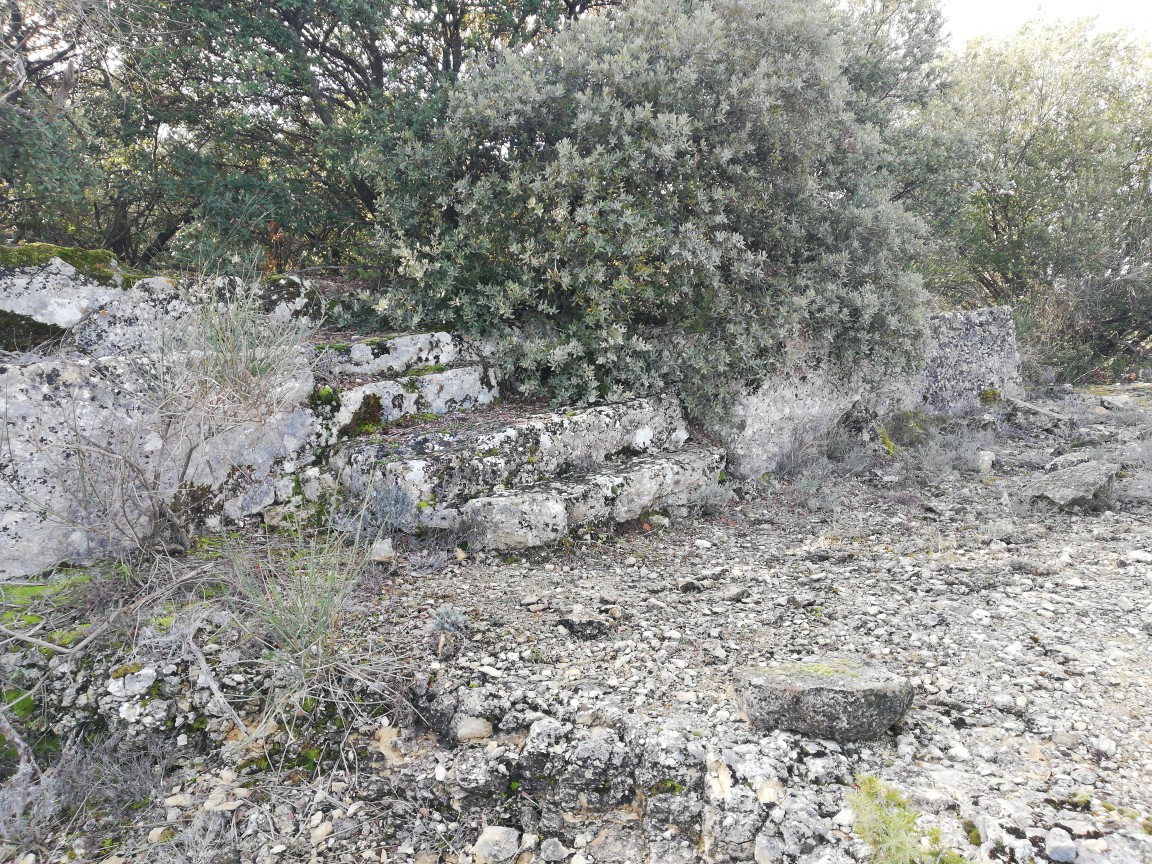
Escaliers protohistoriques taillés (âge du fer ?), dans la partie Sud-Est.
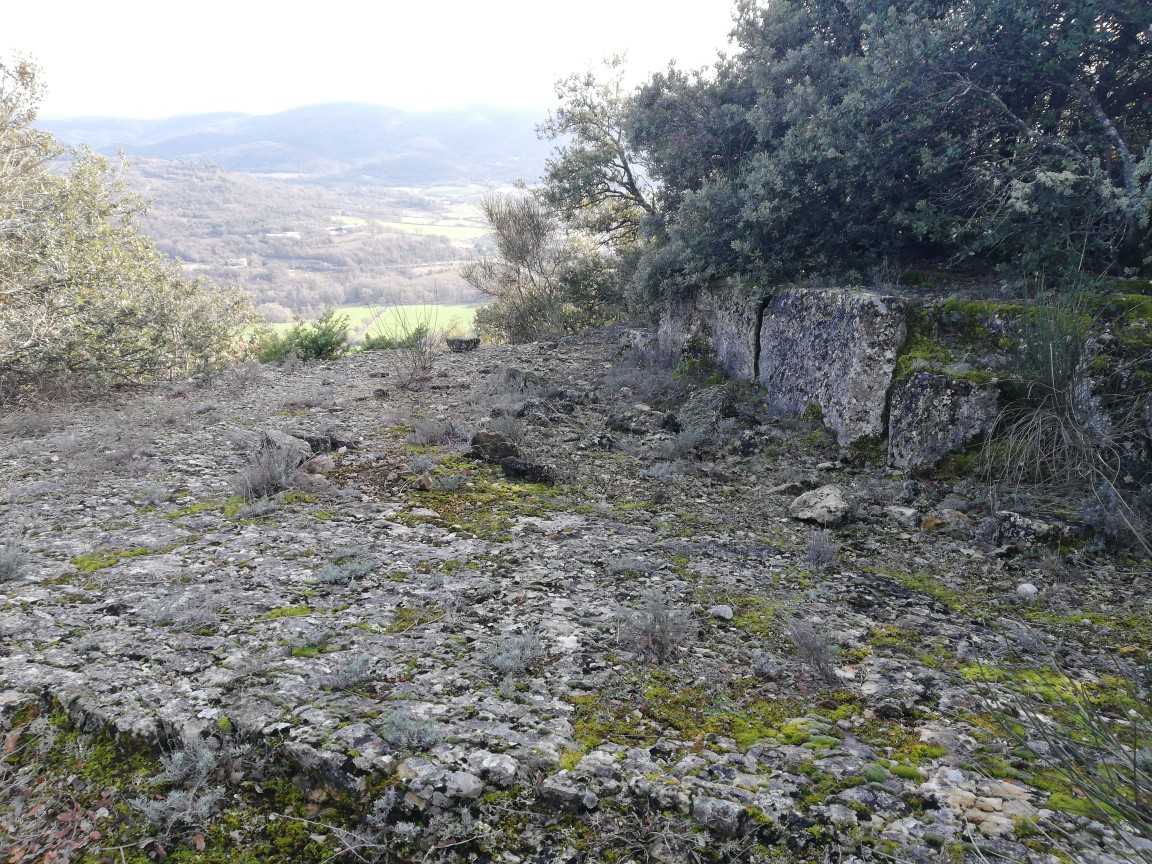
La même place, vue inversée, belvédère sur la vallée du Calavon et le massif du Luberon.

### Vues générales

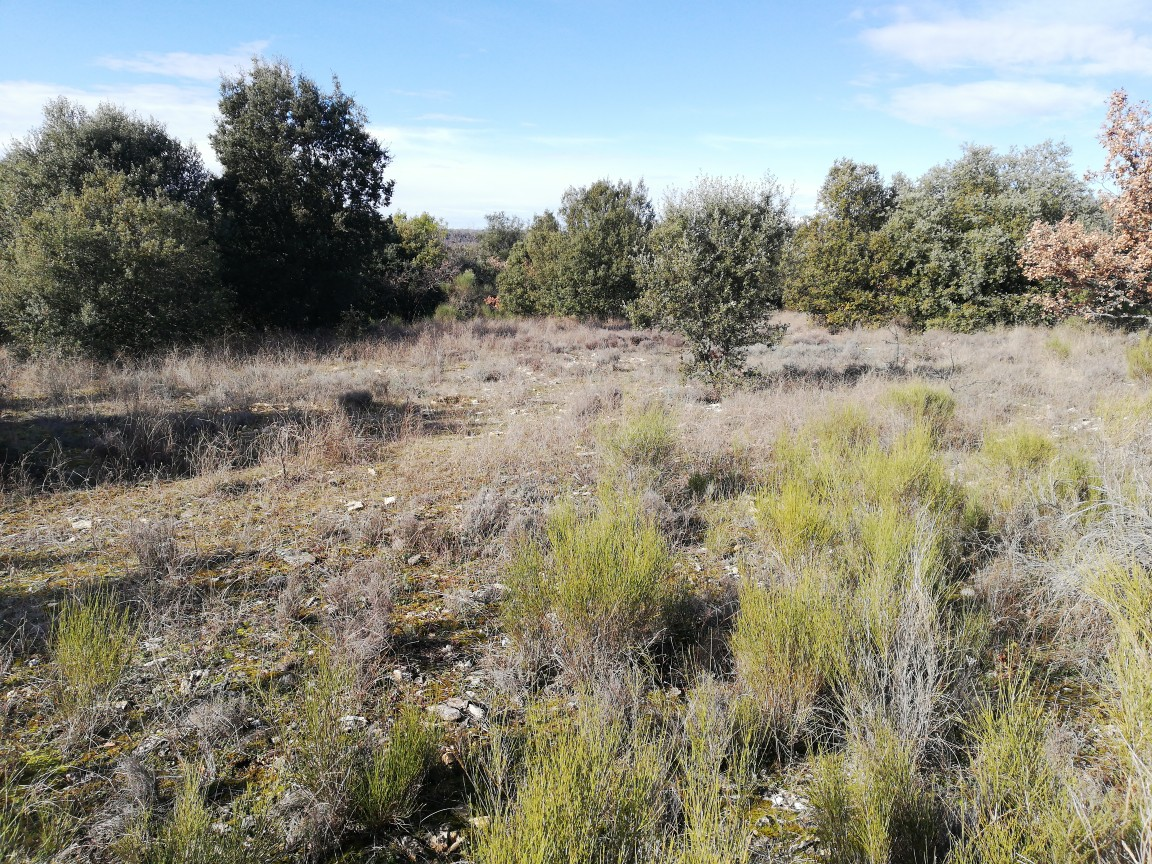
Clairière du plateau en hiver, devant le site.
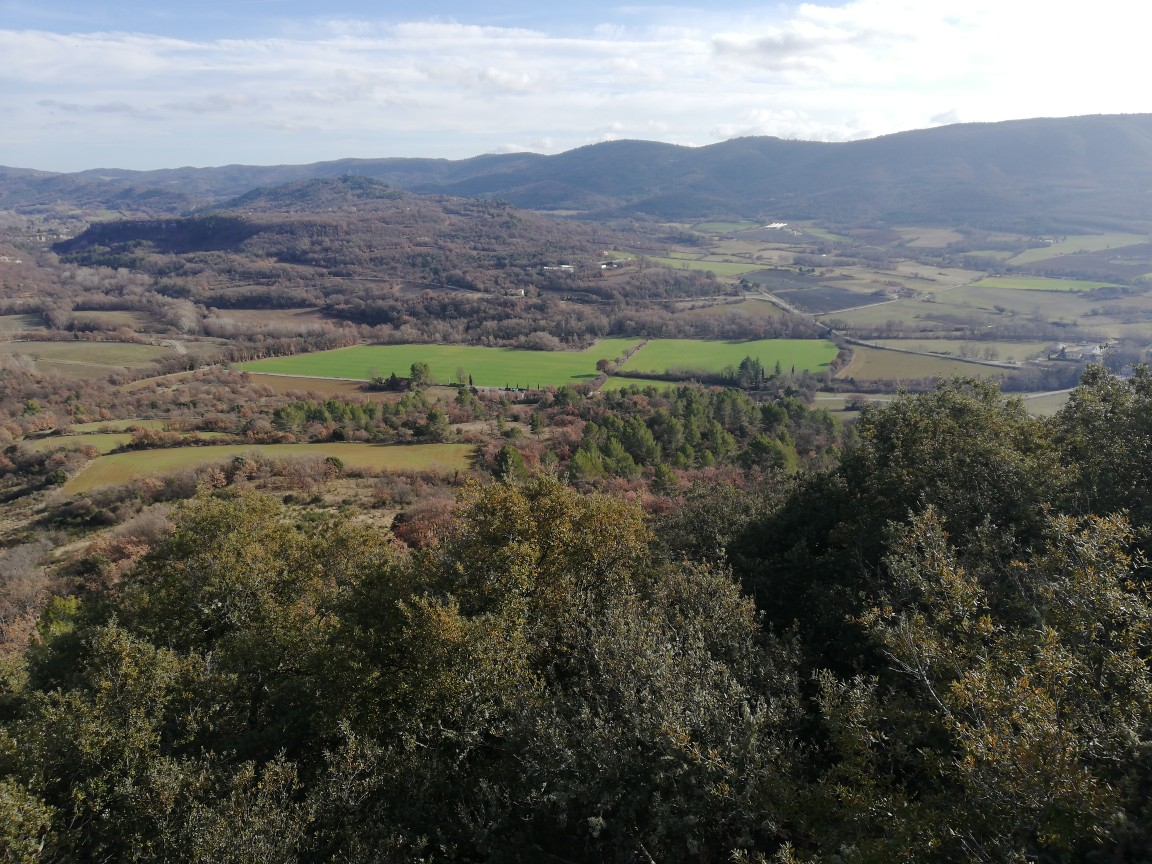
Vue Sud-Ouest depuis l'oppidum (à droite, le Grand Luberon) ; sur la gauche (hors de l'image) de l'autre côté du Calavon :  l'oppidum du Grand Clapier.
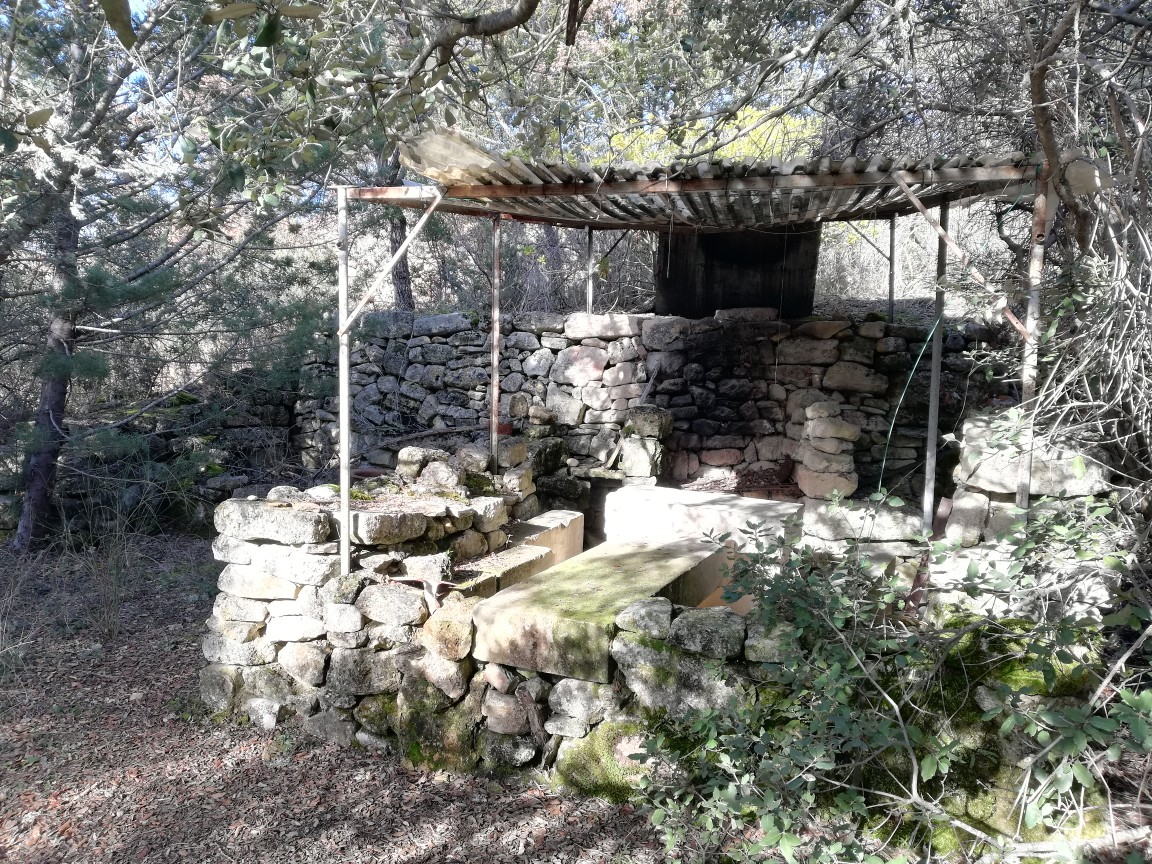
Abri «de chasse» à proximité immédiate du rempart (2024)